# Chevrolet Series AB National
Chevrolet Series AB National (або Chevrolet National) — американський автомобіль, виготовлений компанією Chevrolet у 1928 році на заміну моделі AA Capitol 1927 року. Задокументовані дані про виробництво показують, що 1 193 212 серії AB було виготовлено в різних стилях кузова, причому 69 217 лише на заводі в Ошаві. Компанія Chevrolet ввела серійний номер, записаний на п'ятку переднього сидіння з лівого або правого боку, використовуючи перелічені номери для позначення місця походження ідентифікованого автомобіля.